# Vrångö gamla kyrkogård

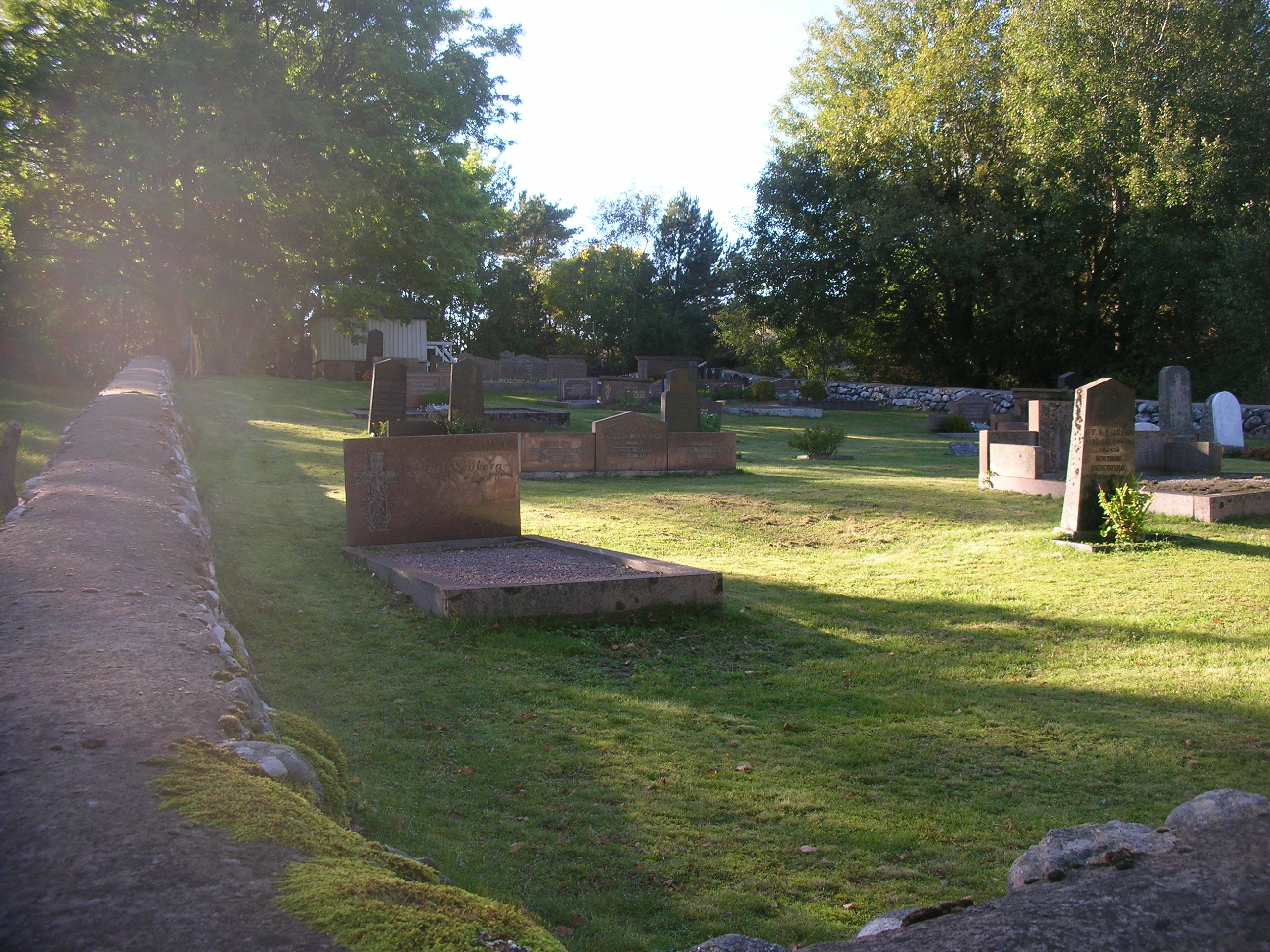
Vrångö gamla kyrkogård, september 2015.

Vrångö gamla kyrkogård är en kyrkogård på Vrångö i stadsdelen Styrsö i Göteborg.
Vrångö gamla kyrkogård har anor från 1600-talet. Den äldsta gravstenen, där texten går att läsa, är från 1656. Kyrkogården är omgiven av en kraftig gråstensmur.
Kyrkogården är på 0,1 hektar, har 107 gravplatser och är belägen på öns östra sida, norr om samhället.